# Tekashi69 (mixtape)
Tekashi69 è il mixtape di debutto del trapper statunitense 6ix9ine, pubblicato nel 2017. Il seguente mixtape contiene tutte canzoni rilasciate in precedenza dal rapper come singoli, che vanno dal 2014 fino al 2017.

## Tracce
1. Sinaloa – 1:49
2. Yokai (feat. Zillakami) – 2:09
3. Owee (feat. Trippie Redd, Uno The Activist) – 3:19
4. Shingami (feat. Bodega Bamz) – 1:48
5. Oof (feat. Spoken Arcane) – 2:51
6. Zeta Zero (feat. Famous Dex, Schlosser, DalyB) – 2:45
7. Dirty Like (feat. J.A.B., Dirty Sanchez) – 3:33
8. Scumlife – 2:12
9. Poles (feat. Trippie Redd) – 2:23
10. 69 – 3:28
11. F*ck is you – 2:36